# A Suspeita
A Suspeita é um filme brasileiro de 2021, do gênero drama de ação, dirigido por Pedro Peregrino. É protagonizado por Glória Pires como uma policial investigada e que descobre que está com Alzheimer. Foi exibido na abertura do Festival de Gramado em 13 de agosto de 2021.

## Sinopse
Após ser diagnosticada com a Doença de Alzheimer, a policial civil Lúcia Carvalho (Glória Pires) toma a decisão de se aposentar para cuidar de si mesma e ficar mais com a família. Porém, em seu último caso de investigação, ela descobre um grandioso esquema criminoso, o qual ela vira uma das principais suspeitas de participação.

## Elenco
| Ator/Atriz        | Personagem            |
| ----------------- | --------------------- |
| Glória Pires      | Lúcia Carvalho        |
| Gustavo Machado   | Delegado Gouveia      |
| Genézio de Barros | Padre Walter Carvalho |
| Charles Fricks    | Avelar                |
| Joelson Medeiros  | Delegado Cardoso      |
| Julia Gorman      | Renata                |
| Bukassa Kabengele | Miguel Yan            |

## Produção
A direção é de Pedro Peregrino, sendo este seu primeiro trabalho em direção de longa-metragem. A atriz Glória Pires, que é protagonista do filme, também assina a produção. Os dois já haviam trabalhados juntos na minissérie Segredos de Justiça, onde se conheceram e surgiu o convite para a atriz protagonizar o filme. Já o roteiro é escrito por Thiago Dottori com argumento de Luiz Eduardo Soares. As gravações ocorreram em 2018, estando prontas em dezembro do mesmo. A produção do filme é dos estúdios Formata Produções em coprodução com os estúdios Primeiro Segundo.

## Lançamento
O filme foi selecionado para a 49° edição do Festival de Cinema de Gramado, sendo exibido, em 13 de agosto de 2021, em diversas plataformas online e também no Canal Brasil, devido à pandemia de COVID-19. O lançamento comercial nos cinemas, que inicialmente seria em 2019, foi em 16 de junho de 2022 pela Imagem Filmes.
O primeiro cartaz do filme começou a ser divulgado em 12 de agosto de 2021.